# Billy Martin (musicien)
Pour les articles homonymes, voir Martin et Billy Martin (homonymie).
 (novembre 2013).
Billy Martin, de son vrai nom William Billy Dean Martin, est guitariste dans le groupe Good Charlotte. Il est né le 15 juin 1981 à Waldorf dans le Maryland.
Il s'est marié le 1er mars 2008 avec sa petite amie Linzi Williamson. Le couple a deux enfants; Dreavyn Kingslee Martin, né le 26 janvier 2009 et Zander Jace Martin, né le 14 septembre 2012.
Il a une grande sœur, Sarah.
Il adore les animaux et il est d'ailleurs végétarien.
Il a débuté dans le groupe Overflow, mais il a rejoint par la suite Good Charlotte, fondé par les deux frères jumeaux Joel Madden et Benji Madden, après déjà plusieurs concerts du groupe. Il les a rencontrés à Annapolis (capitale de l'État du Maryland, sur la côte Est), après qu'ils y eurent déménagé. Il remarqua le groupe lors d'une représentation et proposa d'héberger ses membres, qui étaient sans revenus et devaient enchaîner les petits boulots pour survivre. Il intégrera ensuite le groupe en tant que second guitariste, lâchant alors Overflow.
Il a beaucoup contribué à faire connaître le groupe.
Il a écrit une chanson de leur troisième album (The Chronicles of Life and Death), Ghost of You, et a aidé à l'écriture de Mountain. Il a également participé à l'écriture de Where would we be now qui figure sur leur 4e album Good Morning Revival.
Dans sa pratique musicale, il a été influencé par Silverchair (groupe que les Madden appréciaient également), Incubus, Deftones, Michael Jackson, Lit, Linkin Park, Orgy et KoЯn.
Il a également créé une marque de vêtement : Level 27, avec Stevers, un de ses meilleurs amis[réf. nécessaire]. Il dessine lui-même les motifs de ces vêtements, essentiellement des t-shirts ou des sweats mais aussi quelques accessoires ; ce sont des œuvres plutôt glauques, témoignant de l'esprit sombre de Billy. 
Il a aussi un site d'art : www.bloodzilla.com

## Discographie
- - 2000 : Good Charlotte
  - 2002 : The Young and the Hopeless
  - 2004 : The Chronicles of Life and Death
  - 2004:Live at Brixton Academy (album de Good Charlotte)
  - 2007 : Good Morning Revival
  - 2008 : Greatest Remixes
  - 2010 : Greatest Hits
  - 2010 : Cardiology
  - 2016 : Youth Authority
  - 2018 : Generation Rx